# لنگلی، بریتیش کلمبیا

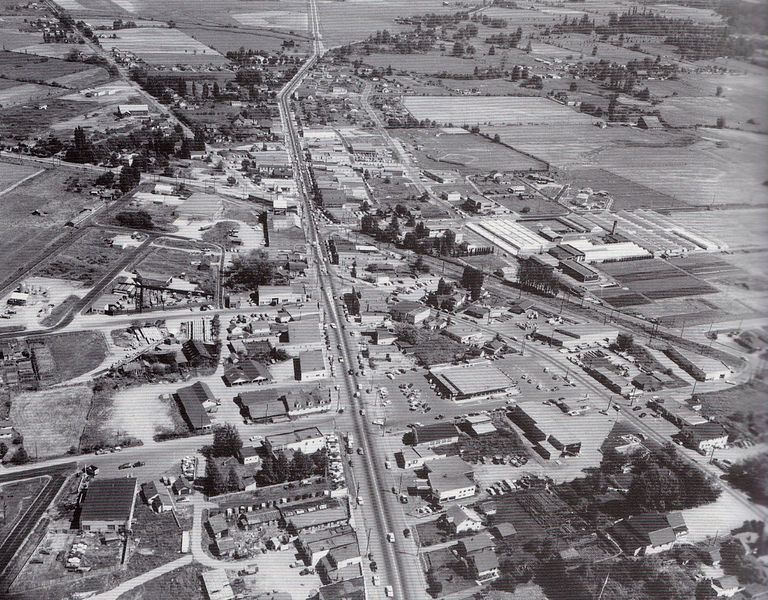
نمای هوایی از لنگلی در سال ۱۹۵۹

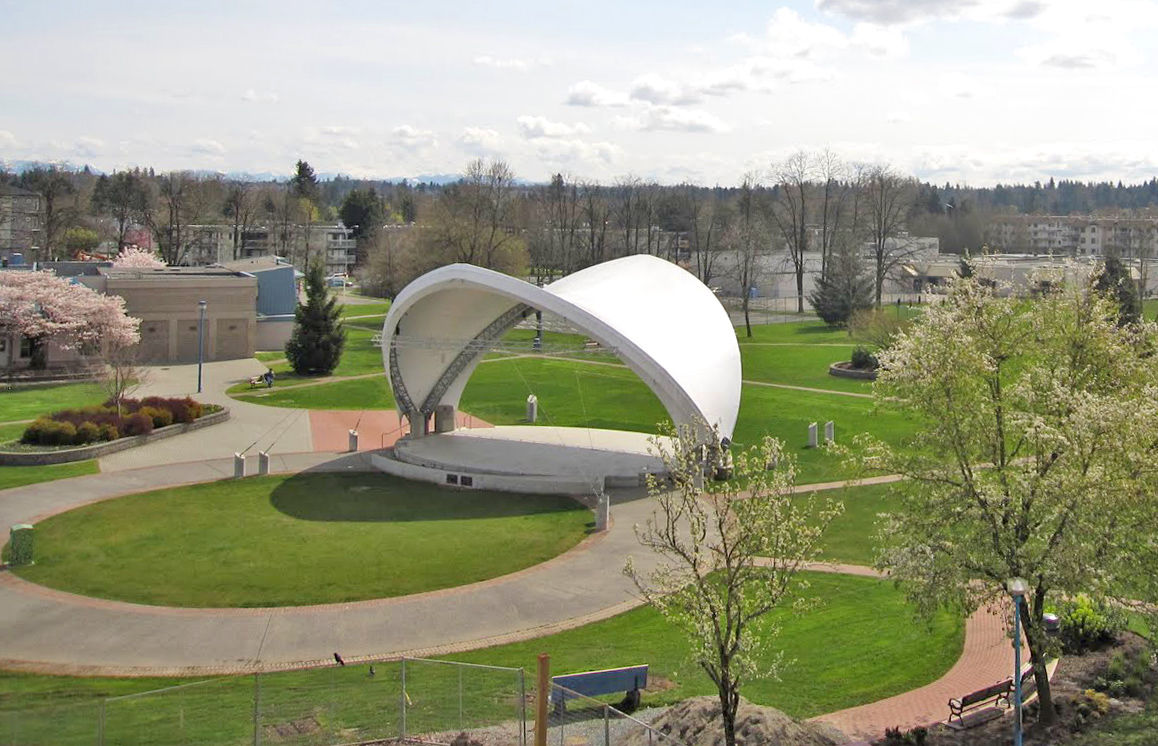
داگلاس پارک در مرکز شهر لنگلی

شهر لنگلی شهری در منطقه لنگلی در بریتیش کلمبیای کانادا است که بخشی از ونکوور بزرگ بشمار می‌رود.
این شهر به طور مستقیم در شرق شهر سوری و در مجاورت کلووردیل واقع شده و از شمال شرق و جنوب با منطقه لنگلی احاطه شده است.